# Sân vận động Highmark (New York)
Sân vận động Highmark (tiếng Anh: Highmark Stadium, ban đầu có tên gọi là Sân vận động Rich, sau đó là Sân vận động Ralph Wilson từ năm 1998 đến năm 2015, New Era Field từ năm 2016 đến năm 2020 và Sân vận động Bills từ năm 2020 đến năm 2021) là một sân vận động ở Orchard Park, New York, ở phần phía nam của vùng đô thị Buffalo. Sân vận động được khánh thành vào năm 1973 và là sân nhà của Buffalo Bills thuộc National Football League (NFL).

## Hình ảnh

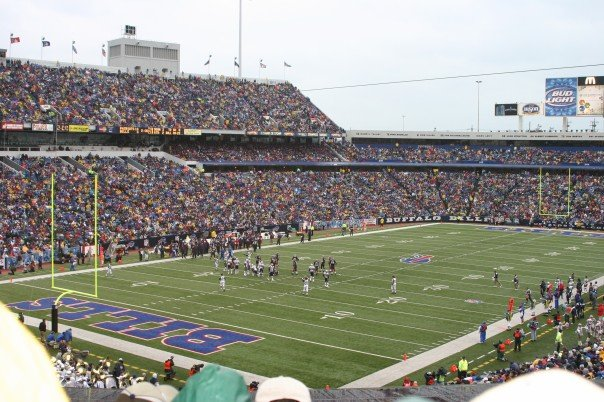
Trận đấu trên sân nhà của Bills vào năm 2006
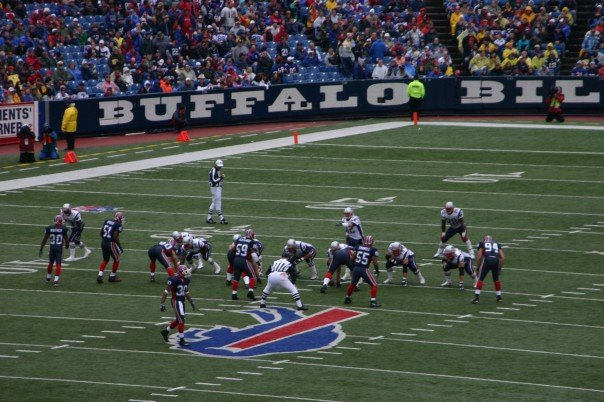
Buffalo Bills vs Patriots, 22 tháng 10 năm 2006
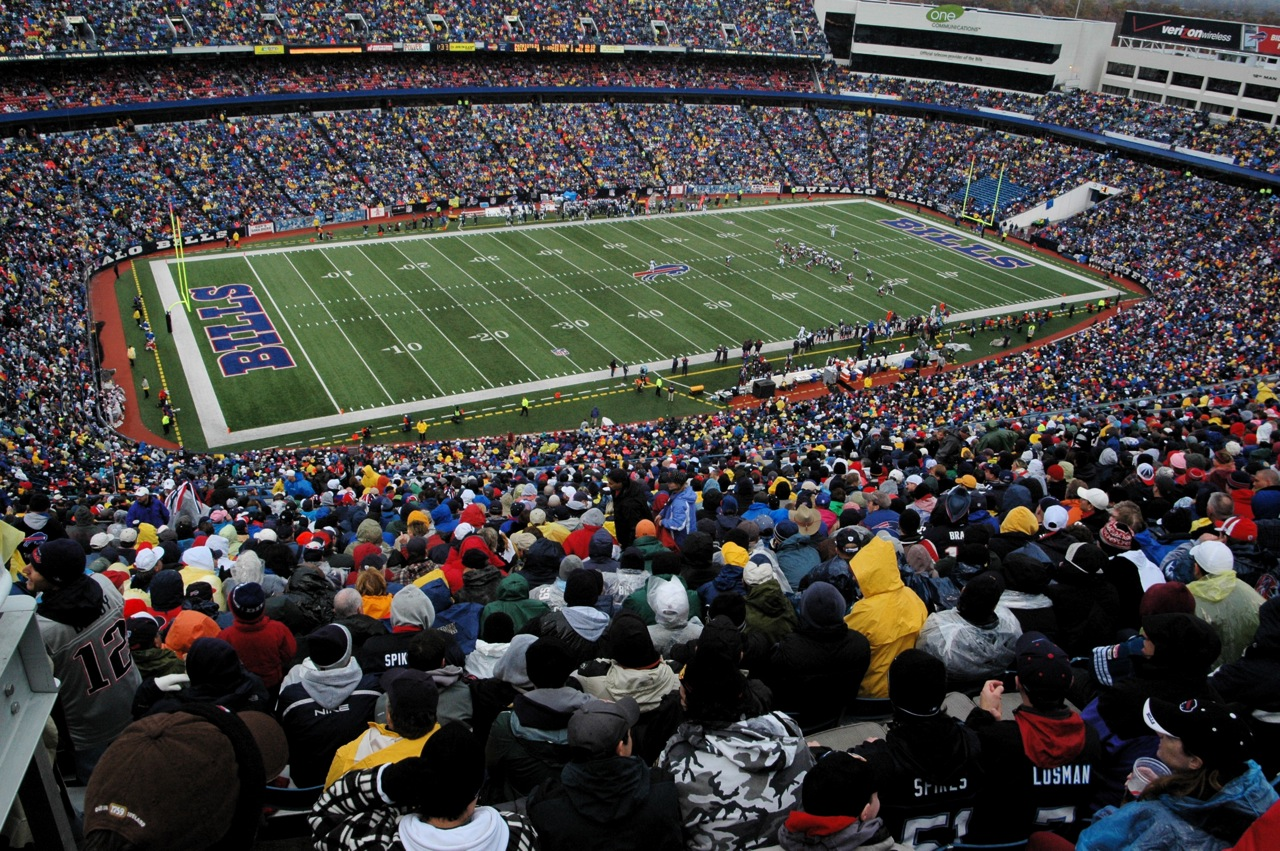
Bills vs Patriots vào năm 2006
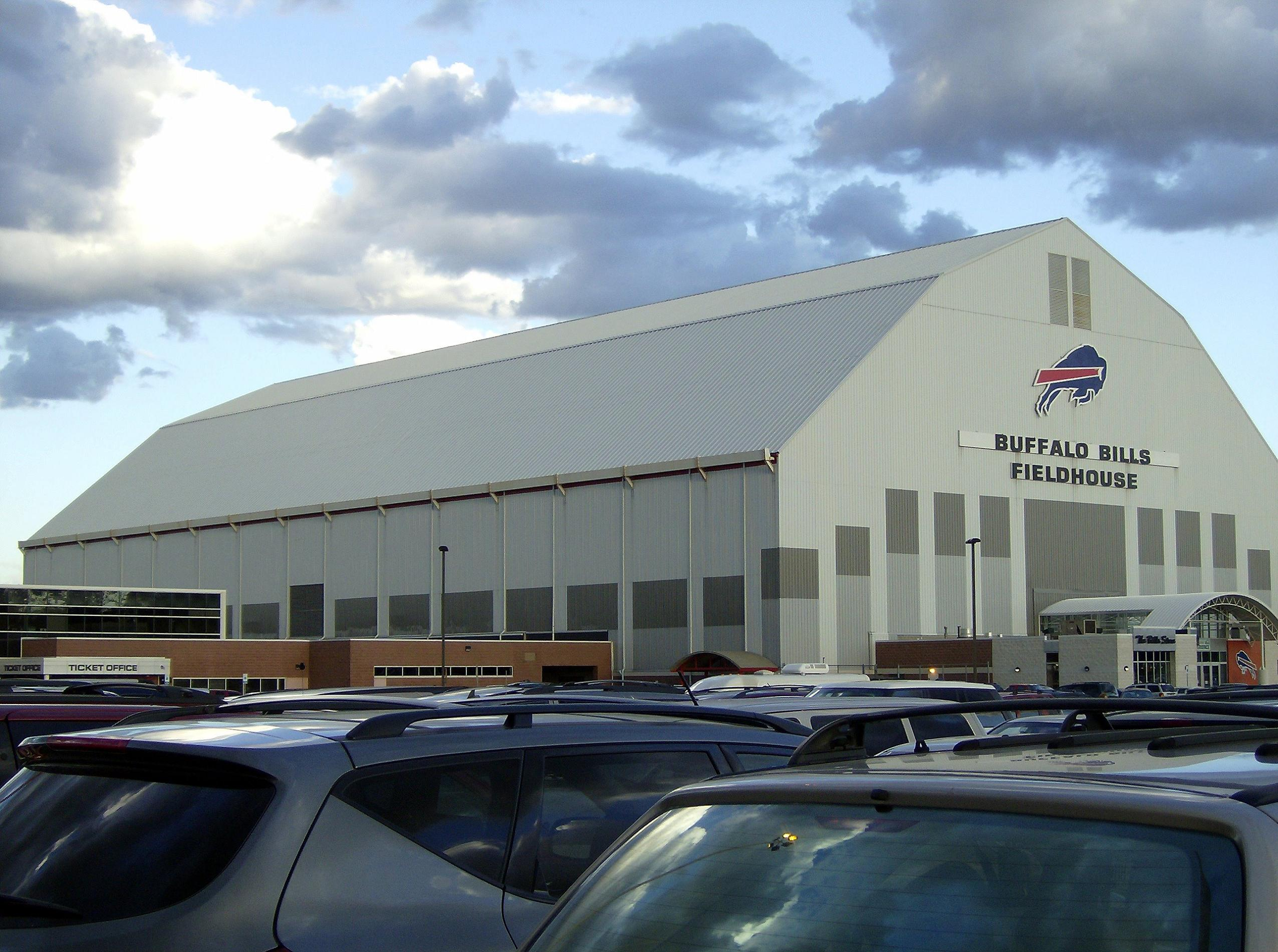
Nhà thi đấu trong nhà là nơi tổ chức các trận đấu OTA ngoài mùa và các buổi tập luyện hàng tuần
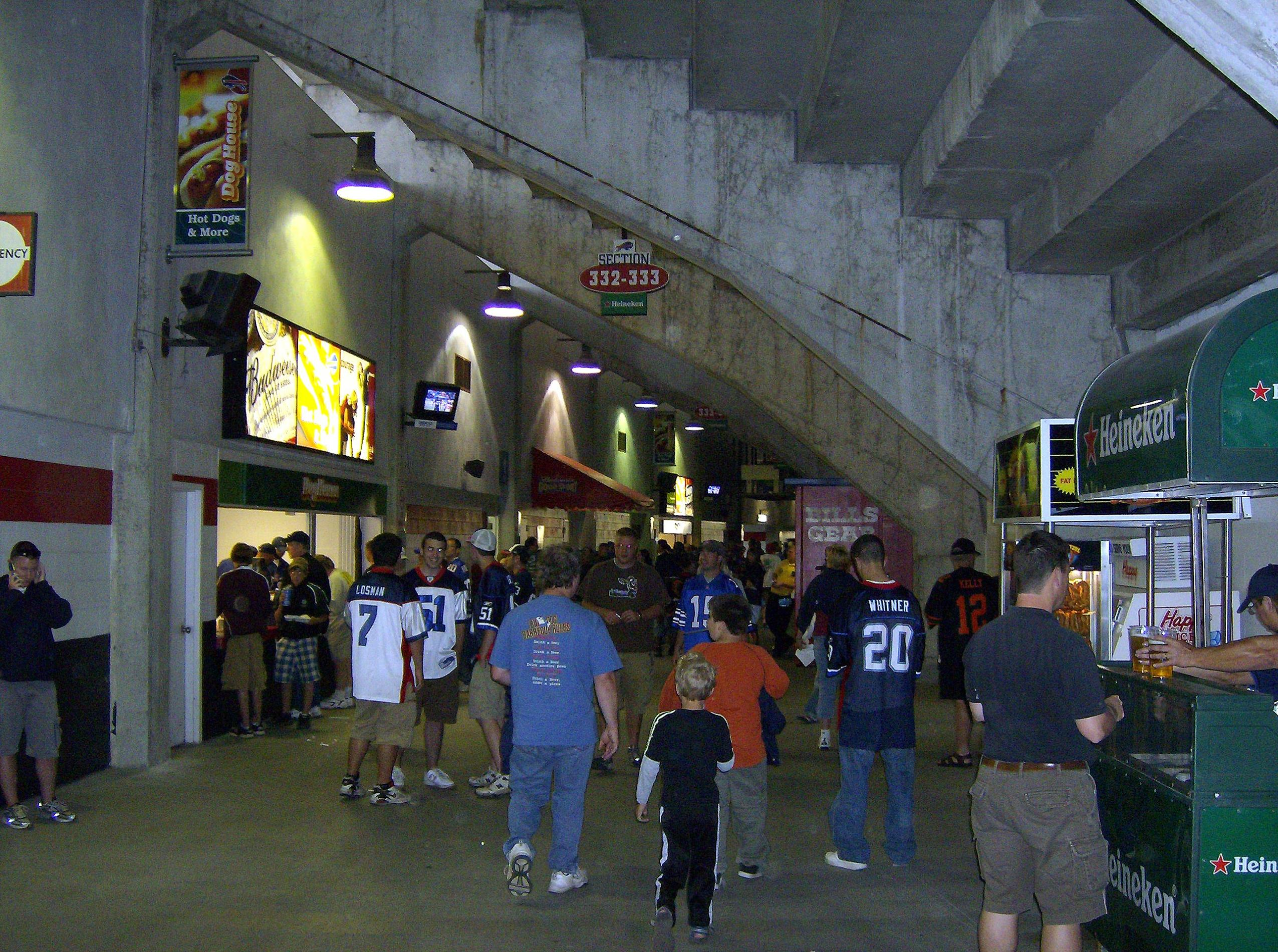
Bên trong phòng chờ
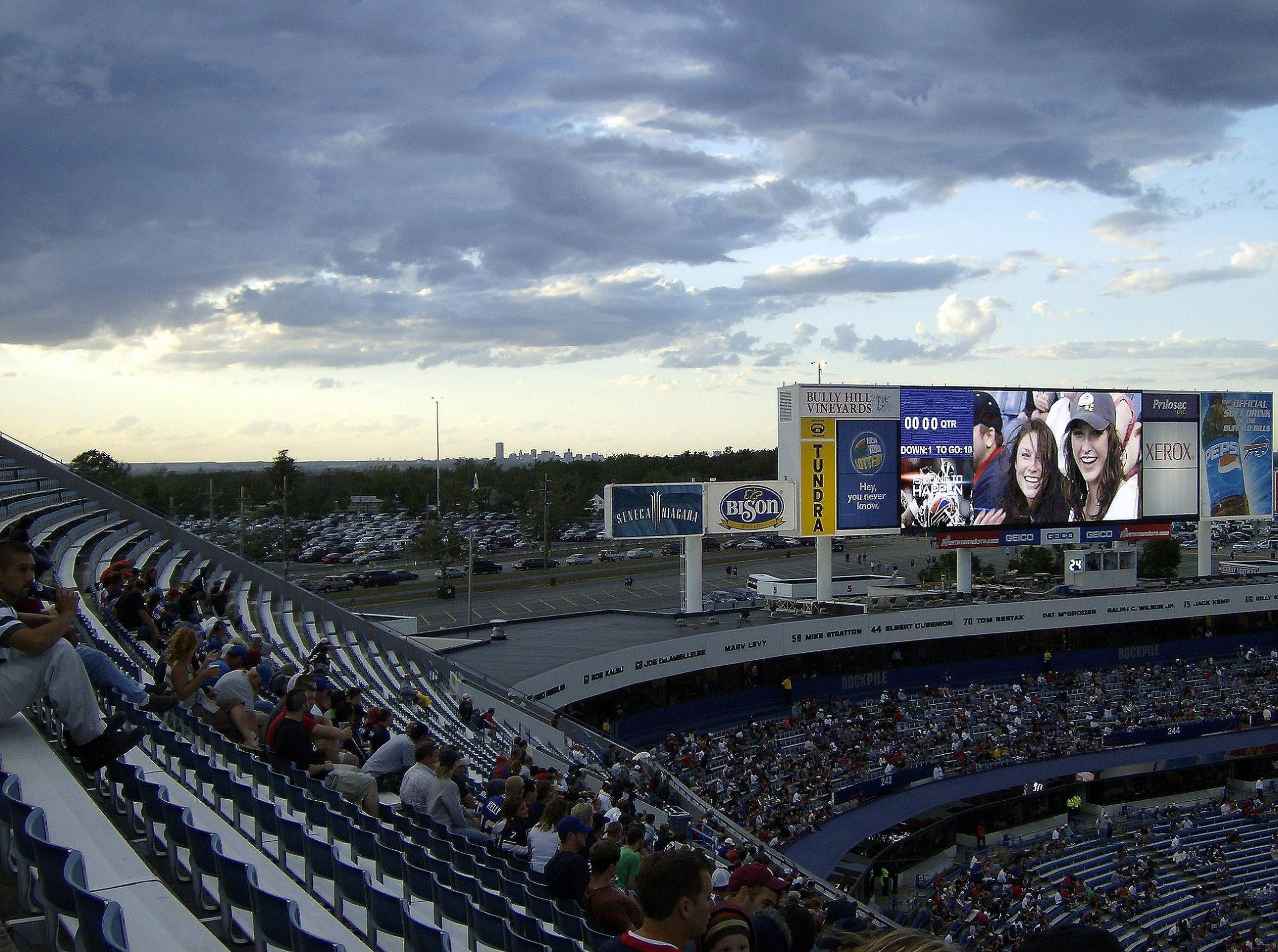
Đường chân trời trung tâm thành phố Buffalo nhìn từ tầng trên vào lúc hoàng hôn
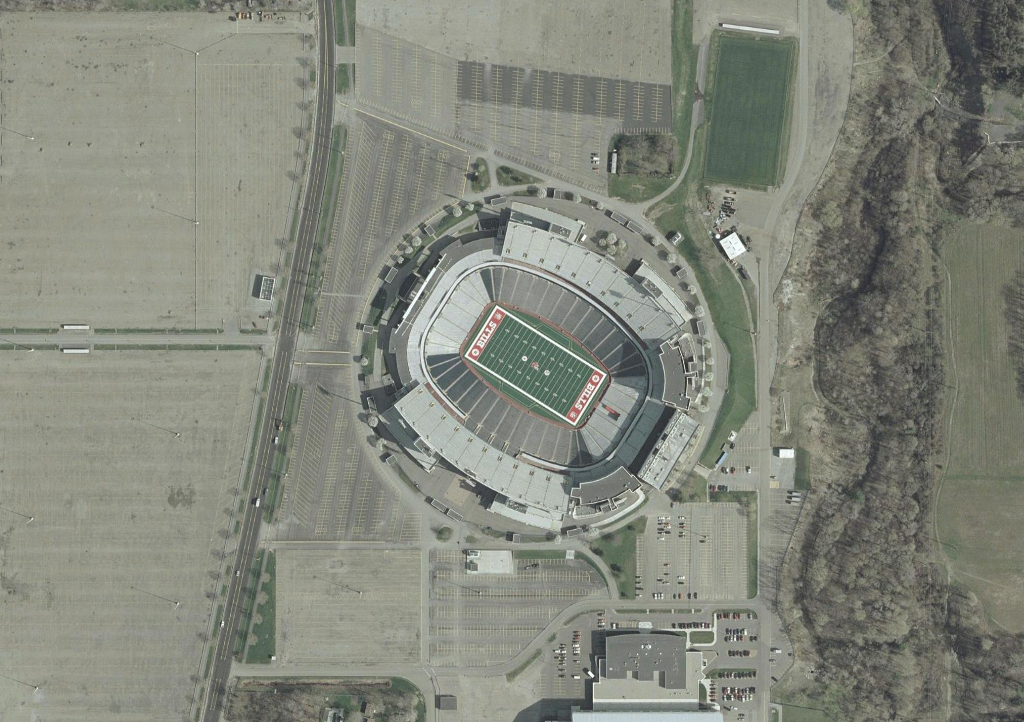
Sân vận động Highmark (lúc đó có tên gọi là Sân vận động Ralph Wilson) nhìn từ trên cao
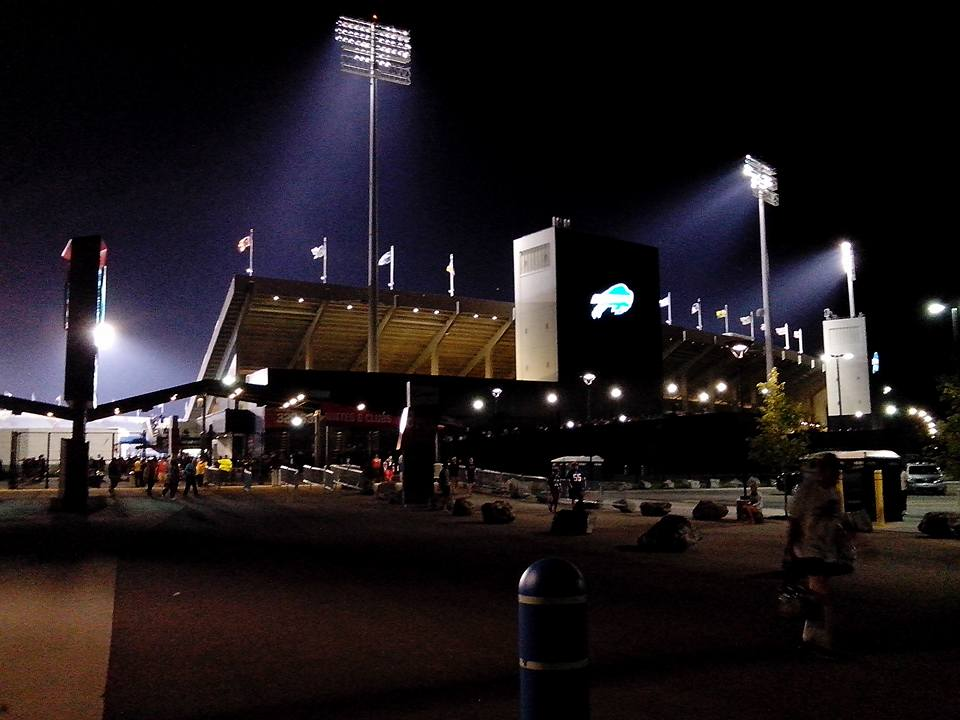
Quang cảnh bên ngoài sân vận động vào ban đêm sau khi cải tạo gần đây